# Ronde van Beieren 2014
De 35e editie van de Ronde van Beieren vindt in 2014 plaats van 28 mei tot en met 1 juni. De start is in Vilshofen an der Donau, de finish in Neurenberg. De ronde maakt deel uit van de UCI Europe Tour 2014, in de categorie 2.HC. In 2013 won de Italiaanse tijdrijder Adriano Malori. Deze editie werd gewonnen door de Welshman Geraint Thomas.

## Deelnemende ploegen
| WorldTour           | ProContinentaal              | Continentaal         |
| ------------------- | ---------------------------- | -------------------- |
| AG2R La Mondiale    | NetApp-Endura                | Heizomat             |
| FDJ.fr              | Bretagne-Séché Environnement | LKT Team Brandenburg |
| Garmin-Sharp        | Caja Rural-Seguros RGA       | Rad-Net Rose         |
| Giant-Shimano       | CCC Polsat Polkowice         | Stölting             |
| Katjoesja           | IAM Cycling                  | Stuttgart            |
| Orica-GreenEdge     | MTN-Qhubeka                  |                      |
| Sky ProCycling      |                              |                      |
| Trek Factory Racing |                              |                      |

## Etappe-overzicht
| etappe | datum  | start           | finish          | type                | afstand  | winnaar           | klassementsleider |
| ------ | ------ | --------------- | --------------- | ------------------- | -------- | ----------------- | ----------------- |
| 1e     | 28 mei | Vilshofen       | Freilassing     | Heuvelrit           | 201,6 km | Heinrich Haussler | Heinrich Haussler |
| 2e     | 29 mei | Freilassing     | Reit im Winkl   | Bergrit             | 164,7 km | Mathias Frank     | Mathias Frank     |
| 3e     | 30 mei | Grassau         | Neusäß          | Heuvelrit           | 232,7 km | Daryl Impey       | Mathias Frank     |
| 4e     | 31 mei | Wassertrüdingen | Wassertrüdingen | Individuele tijdrit | 25,5 km  | Geraint Thomas    | Geraint Thomas    |
| 5e     | 1 juni | Wassertrüdingen | Neurenberg      | Heuvelrit           | 159,6 km | Sam Bennett       | Geraint Thomas    |

## Etappe-uitslagen

### 1e etappe
| Vilshofen – Freilassing (201,6 km) |                     |                      |          |
| Plaats                             | Naam                | Ploeg                | Tijd     |
| Winnaar                            | Heinrich Haussler   | IAM Cycling          | 5u11'38" |
| 2                                  | Jawhen Hoetarovitsj | AG2R La Mondiale     | z.t.     |
| 3                                  | Steele Von Hoff     | Garmin Sharp         | z.t.     |
| 4                                  | Sam Bennett         | NetApp-Endura        | z.t.     |
| 5                                  | Roger Kluge         | IAM Cycling          | z.t.     |
| 6                                  | Nikias Arndt        | Giant-Shimano        | z.t.     |
| 7                                  | Alexander Krieger   | Stuttgart            | z.t.     |
| 8                                  | Luke Rowe           | Sky ProCycling       | z.t.     |
| 9                                  | Aleksej Tsatevitsj  | Katjoesja            | z.t.     |
| 10                                 | Willi Willwohl      | LKT Team Brandenburg | z.t.     |
|                                    |                     |                      |          |
| 29                                 | Raymond Kreder      | Garmin Sharp         | z.t.     |
| 64                                 | Kristof Vandewalle  | Trek Factory Racing  | z.t.     |

| Algemeen klassement |                     |                     |          |
| Plaats              | Naam                | Ploeg               | Tijd     |
| Gele trui           | Heinrich Haussler   | IAM Cycling         | 5u11'28" |
| 2                   | Jan Niklas Droste   | Heizomat            | + 1"     |
| 3                   | Jawhen Hoetarovitsj | AG2R La Mondiale    | + 4"     |
| 4                   | Steele Von Hoff     | Garmin Sharp        | + 6"     |
| 5                   | Arthur Vichot       | FDJ.fr              | + 9"     |
| 6                   | Sam Bennett         | NetApp-Endura       | + 10"    |
| 7                   | Roger Kluge         | IAM Cycling         | z.t.     |
| 8                   | Nikias Arndt        | Giant-Shimano       | z.t.     |
| 9                   | Alexander Krieger   | Stuttgart           | z.t.     |
| 10                  | Luke Rowe           | Sky ProCycling      | z.t.     |
|                     |                     |                     |          |
| 30                  | Raymond Kreder      | Garmin Sharp        | z.t.     |
| 65                  | Kristof Vandewalle  | Trek Factory Racing | z.t.     |

### 2e etappe
| Freilassing – Reit im Winkl (164,7 km) |                   |                              |          |
| Plaats                                 | Naam              | Ploeg                        | Tijd     |
| Winnaar                                | Mathias Frank     | IAM Cycling                  | 4u19'24" |
| 2                                      | Thibaut Pinot     | FDJ.fr                       | + 8"     |
| 3                                      | Leopold König     | NetApp-Endura                | z.t.     |
| 4                                      | Romain Bardet     | AG2R La Mondiale             | + 16"    |
| 5                                      | Johann Tschopp    | IAM Cycling                  | z.t.     |
| 6                                      | Geraint Thomas    | Sky ProCycling               | z.t.     |
| 7                                      | Brice Feillu      | Bretagne-Séché Environnement | + 26"    |
| 8                                      | Eduardo Sepúlveda | Bretagne-Séché Environnement | + 28"    |
| 9                                      | Vasil Kiryjenka   | Sky ProCycling               | + 39"    |
| 10                                     | Ben Gastauer      | AG2R La Mondiale             | + 50"    |
|                                        |                   |                              |          |
| 70                                     | Raymond Kreder    | Garmin Sharp                 | + 9'10"  |
| 100                                    | Stijn Devolder    | Trek Factory Racing          | + 17'29" |

| Algemeen klassement |                    |                              |          |
| Plaats              | Naam               | Ploeg                        | Tijd     |
| Gele trui           | Mathias Frank      | IAM Cycling                  | 9u31'02" |
| 2                   | Thibaut Pinot      | FDJ.fr                       | + 5"     |
| 3                   | Leopold König      | NetApp-Endura                | + 8"     |
| 4                   | Romain Bardet      | AG2R La Mondiale             | + 16"    |
| 5                   | Geraint Thomas     | Sky ProCycling               | z.t.     |
| 6                   | Johann Tschopp     | IAM Cycling                  | z.t.     |
| 7                   | Brice Feillu       | Bretagne-Séché Environnement | + 26"    |
| 8                   | Vasil Kiryjenka    | Sky ProCycling               | + 39"    |
| 9                   | Ben Gastauer       | AG2R La Mondiale             | + 50"    |
| 10                  | Marcel Wyss        | IAM Cycling                  | + 52"    |
|                     |                    |                              |          |
| 63                  | Raymond Kreder     | Garmin Sharp                 | + 9'10"  |
| 99                  | Kristof Vandewalle | Trek Factory Racing          | + 17'29" |

### 3e etappe
| Grassau – Neusäß (232,7 km) |                             |                        |          |
| Plaats                      | Naam                        | Ploeg                  | Tijd     |
| Winnaar                     | Daryl Impey                 | Orica-GreenEdge        | 5u43'58" |
| 2                           | Reinardt Janse van Rensburg | Giant-Shimano          | z.t.     |
| 3                           | Aleksandr Porsev            | Katjoesja              | z.t.     |
| 4                           | Phil Bauhaus                | Stölting               | z.t.     |
| 5                           | Heinrich Haussler           | IAM Cycling            | z.t.     |
| 6                           | Raymond Kreder              | Garmin Sharp           | z.t.     |
| 7                           | Gerald Ciolek               | MTN-Qhubeka            | z.t.     |
| 8                           | Davide Viganò               | Caja Rural-Seguros RGA | z.t.     |
| 9                           | Jawhen Hoetarovitsj         | AG2R La Mondiale       | z.t.     |
| 10                          | Alexander Krieger           | Stuttgart              | z.t.     |
|                             |                             |                        |          |
| 66                          | Stijn Devolder              | Trek Factory Racing    | z.t.     |

| Algemeen klassement |                 |                              |           |
| Plaats              | Naam            | Ploeg                        | Tijd      |
| Gele trui           | Mathias Frank   | IAM Cycling                  | 15u15'00" |
| 2                   | Thibaut Pinot   | FDJ.fr                       | + 5"      |
| 3                   | Leopold König   | NetApp-Endura                | + 8"      |
| 4                   | Geraint Thomas  | Sky ProCycling               | + 14"     |
| 5                   | Romain Bardet   | AG2R La Mondiale             | + 16"     |
| 6                   | Johann Tschopp  | IAM Cycling                  | z.t.      |
| 7                   | Brice Feillu    | Bretagne-Séché Environnement | + 26"     |
| 8                   | Vasil Kiryjenka | Sky ProCycling               | + 39"     |
| 9                   | Ben Gastauer    | AG2R La Mondiale             | + 50"     |
| 10                  | Davide Rebellin | CCC Polsat Polkowice         | + 52"     |
|                     |                 |                              |           |
| 59                  | Raymond Kreder  | Garmin Sharp                 | + 9'10"   |
| 93                  | Stijn Devolder  | Trek Factory Racing          | + 17'29"  |

### 4e etappe
| Wassertrüdingen – Wassertrüdingen (25,5 km (ITT)) |                    |                     |         |
| Plaats                                            | Naam               | Ploeg               | Tijd    |
| Winnaar                                           | Geraint Thomas     | Sky ProCycling      | 30'48"  |
| 2                                                 | Jan Bárta          | NetApp-Endura       | + 4"    |
| 3                                                 | Anton Vorobjov     | Katjoesja           | + 5"    |
| 4                                                 | Vasil Kiryjenka    | Sky ProCycling      | + 10"   |
| 5                                                 | Kristof Vandewalle | Trek Factory Racing | + 26"   |
| 6                                                 | Mathias Frank      | IAM Cycling         | + 33"   |
| 7                                                 | Jack Bauer         | Garmin Sharp        | + 38"   |
| 8                                                 | Jan Niklas Droste  | Heizomat            | + 44"   |
| 9                                                 | Daryl Impey        | Orica-GreenEdge     | + 45"   |
| 10                                                | Leopold König      | NetApp-Endura       | + 49"   |
|                                                   |                    |                     |         |
| 17                                                | Jens Mouris        | Orica-GreenEdge     | + 1'12" |

| Algemeen klassement |                    |                     |           |
| Plaats              | Naam               | Ploeg               | Tijd      |
| Gele trui           | Geraint Thomas     | Sky ProCycling      | 15u46'02" |
| 2                   | Mathias Frank      | IAM Cycling         | + 19"     |
| 3                   | Vasil Kiryjenka    | Sky ProCycling      | + 35"     |
| 4                   | Leopold König      | NetApp-Endura       | + 43"     |
| 5                   | Thibaut Pinot      | FDJ.fr              | + 1'10"   |
| 6                   | Jan Bárta          | NetApp-Endura       | + 1'35"   |
| 7                   | Daryl Impey        | Orica-GreenEdge     | + 1'38"   |
| 8                   | Johann Tschopp     | IAM Cycling         | + 1'58"   |
| 9                   | Marcel Wyss        | IAM Cycling         | + 2'00"   |
| 10                  | Peter Kennaugh     | Sky ProCycling      | + 2'04"   |
|                     |                    |                     |           |
| 67                  | Raymond Kreder     | Garmin Sharp        | + 12'53"  |
| 82                  | Kristof Vandewalle | Trek Factory Racing | + 17'41"  |

### 5e etappe
| Wassertrüdingen – Neurenberg (159,6 km) |                     |                        |          |
| Plaats                                  | Naam                | Ploeg                  | Tijd     |
| Winnaar                                 | Sam Bennett         | NetApp-Endura          | 3u31'40" |
| 2                                       | Jawhen Hoetarovitsj | AG2R La Mondiale       | z.t.     |
| 3                                       | Raymond Kreder      | Garmin Sharp           | z.t.     |
| 4                                       | Aleksandr Porsev    | Katjoesja              | z.t.     |
| 5                                       | Phil Bauhaus        | Stölting               | z.t.     |
| 6                                       | Heinrich Haussler   | IAM Cycling            | z.t.     |
| 7                                       | Andreas Stauff      | MTN-Qhubeka            | z.t.     |
| 8                                       | Nikias Arndt        | Giant-Shimano          | z.t.     |
| 9                                       | Henning Bommel      | Rad-Net Rose           | z.t.     |
| 10                                      | Davide Viganò       | Caja Rural-Seguros RGA | z.t.     |
|                                         |                     |                        |          |
| 74                                      | Kristof Vandewalle  | Trek Factory Racing    | z.t.     |

## Eindklassementen
| Plaats    | Naam               | Ploeg                        | Tijd      |
| --------- | ------------------ | ---------------------------- | --------- |
| Gele trui | Geraint Thomas     | Sky ProCycling               | 19u17'42" |
| 2         | Mathias Frank      | IAM Cycling                  | + 19"     |
| 3         | Vasil Kiryjenka    | Sky ProCycling               | + 35"     |
| 4         | Leopold König      | NetApp-Endura                | + 43"     |
| 5         | Thibaut Pinot      | FDJ.fr                       | + 1'10"   |
| 6         | Jan Bárta          | NetApp-Endura                | + 1'35"   |
| 7         | Daryl Impey        | Orica-GreenEdge              | + 1'38"   |
| 8         | Johann Tschopp     | IAM Cycling                  | + 1'58"   |
| 9         | Marcel Wyss        | IAM Cycling                  | + 2'00"   |
| 10        | Peter Kennaugh     | Sky ProCycling               | + 2'04"   |
| 11        | Brice Feillu       | Bretagne-Séché Environnement | + 2'12"   |
| 12        | Ben Gastauer       | AG2R La Mondiale             | + 2'19"   |
| 13        | Jack Bauer         | Garmin Sharp                 | + 2'22"   |
| 14        | Christian Knees    | Sky ProCycling               | + 2'23"   |
| 15        | Romain Bardet      | AG2R La Mondiale             | + 2'30"   |
| 16        | Christophe Riblon  | AG2R La Mondiale             | + 2'35"   |
| 17        | Eduardo Sepúlveda  | Bretagne-Séché Environnement | z.t.      |
| 18        | Branislaw Samojlaw | CCC Polsat Polkowice         | + 2'55"   |
| 19        | Warren Barguil     | Giant-Shimano                | + 2'56"   |
| 20        | Pavel Broett       | Katjoesja                    | + 3'01"   |
|           |                    |                              |           |
| 63        | Raymond Kreder     | Garmin Sharp                 | + 12'49"  |
| 79        | Kristof Vandewalle | Trek Factory Racing          | + 17'41"  |

| Plaats      | Naam              | Ploeg            | Punten |
| ----------- | ----------------- | ---------------- | ------ |
| Blauwe trui | Sam Bennett       | NetApp-Endura    | 13     |
| 2           | Jan Niklas Droste | Heizomat         | 9      |
| 3           | Ben Gastauer      | AG2R La Mondiale | 8      |
|             |                   |                  |        |
| 15          | Raymond Kreder    | Garmin Sharp     | 3      |

| Plaats    | Naam            | Ploeg               | Punten |
| --------- | --------------- | ------------------- | ------ |
| Rode trui | Christian Meier | Orica-GreenEdge     | 12     |
| 2         | Julian Kern     | AG2R La Mondiale    | 8      |
| 3         | Jens Voigt      | Trek Factory Racing | 7      |

| Plaats     | Naam              | Ploeg                        | Tijd      |
| ---------- | ----------------- | ---------------------------- | --------- |
| Witte trui | Thibaut Pinot     | FDJ.fr                       | 19u18'52" |
| 2          | Romain Bardet     | AG2R La Mondiale             | + 1'20"   |
| 3          | Eduardo Sepúlveda | Bretagne-Séché Environnement | + 1'25"   |

| Plaats | Ploeg                        | Tijd      |
| ------ | ---------------------------- | --------- |
|        | Sky ProCycling               | 57u55'18" |
| 2      | IAM Cycling                  | + 1'28"   |
| 3      | Bretagne-Séché Environnement | + 3'11"   |
|        |                              |           |
| 9      | Giant-Shimano                | + 9'39"   |

## Klassementenverloop
| Etappe       | Winnaar           | Algemeen klassement · | Puntenklassement · | Bergklassement · | Jongerenklassement · | Ploegenklassement |
| ------------ | ----------------- | --------------------- | ------------------ | ---------------- | -------------------- | ----------------- |
| 1            | Heinrich Haussler | Heinrich Haussler     | Jan Niklas Droste  | Julian Kern      | Jan Niklas Droste    | IAM Cycling       |
| 2            | Mathias Frank     | Mathias Frank         | Jan Niklas Droste  | Christian Meier  | Thibaut Pinot        | IAM Cycling       |
| 3            | Daryl Impey       | Mathias Frank         | Jan Niklas Droste  | Christian Meier  | Thibaut Pinot        | IAM Cycling       |
| 4            | Geraint Thomas    | Geraint Thomas        | Jan Niklas Droste  | Christian Meier  | Thibaut Pinot        | Sky ProCycling    |
| 5            | Sam Bennett       | Geraint Thomas        | Sam Bennett        | Christian Meier  | Thibaut Pinot        | Sky ProCycling    |
| 0Eindstanden | 0Eindstanden      | Geraint Thomas        | Sam Bennett        | Christian Meier  | Thibaut Pinot        | Sky ProCycling    |

## UCI Europe Tour
In deze Ronde van Beieren zijn punten te verdienen voor de ranking in de UCI Europe Tour 2014. Enkel renners die uitkomen voor een (pro-)continentale ploeg, maken aanspraak om punten te verdienen.
| Positie                      | 1e  | 2e | 3e | 4e | 5e | 6e | 7e | 8e | 9e | 10e | 11e | 12e | 13e | 14e | 15e |
| Eindklassement               | 100 | 70 | 40 | 30 | 25 | 20 | 15 | 10 | 9  | 8   | 7   | 6   | 5   | 4   | 3   |
| Per etappe                   | 20  | 14 | 8  | 7  | 6  | 5  | 4  | 2  |    |     |     |     |     |     |     |
| Drager leiderstrui (per dag) | 10  |    |    |    |    |    |    |    |    |     |     |     |     |     |     |

| #  | Renner            | Ploeg                        | Punten |
| -- | ----------------- | ---------------------------- | ------ |
| 1  | Mathias Frank     | IAM Cycling                  | 115    |
| 2  | Heinrich Haussler | IAM Cycling                  | 41     |
| 3  | Leopold König     | NetApp-Endura                | 38     |
| 4  | Jan Bárta         | NetApp-Endura                | 34     |
| 5  | Sam Bennett       | NetApp-Endura                | 27     |
| 6  | Phil Bauhaus      | Stölting                     | 13     |
| 7  | Brice Feillu      | Bretagne-Séché Environnement | 11     |
| 8  | Johann Tschopp    | IAM Cycling                  | 10     |
| 9  | Marcel Wyss       | IAM Cycling                  | 9      |
| 10 | Roger Kluge       | IAM Cycling                  | 6      |
| 10 | Johann Tschopp    | IAM Cycling                  | 6      |
| 12 | Alexander Krieger | Stuttgart                    | 4      |
| 12 | Gerald Ciolek     | MTN-Qhubeka                  | 4      |
| 12 | Andreas Stauff    | MTN-Qhubeka                  | 4      |
| 15 | Eduardo Sepúlveda | Bretagne-Séché Environnement | 2      |
| 15 | Davide Viganò     | Caja Rural-Seguros RGA       | 2      |
| 15 | Jan Niklas Droste | Heizomat                     | 2      |

Etappewedstrijden

 Ster van Bessèges ·
 Ronde van de Middellandse Zee ·
 Ruta del Sol ·
 Ronde van de Algarve ·
 Ronde van de Haut-Var ·
 Driedaagse van West-Vlaanderen ·
 Internationale Wielerweek ·
 Internationaal Wegcriterium ·
 Driedaagse van De Panne-Koksijde ·
 Ronde van de Sarthe ·
 Ronde van Trentino ·
 Ronde van Turkije ·
 Vierdaagse van Duinkerke ·
 Ronde van Azerbeidzjan ·
 Szlakiem Grodów Piastowskich ·
 Ronde van Castilië en León ·
 Ronde van Picardië ·
 Ronde van Noorwegen ·
 World Ports Classic ·
 Ronde van Beieren ·
 Ronde van België ·
 Tour des Fjords ·
 Ronde van Estland ·
 Ronde van Luxemburg ·
 Boucles de la Mayenne ·
 Ster ZLM Toer ·
 Ronde van Slovenië ·
 Route du Sud ·
 Ronde van Oostenrijk ·
 Sibiu Cycling Tour ·
 Ronde van Wallonië ·
 Ronde van Portugal ·
 Ronde van Denemarken ·
 Ronde van de Ain ·
 Ronde van Burgos ·
 Arctic Race of Norway ·
 Ronde van de Limousin ·
 Ronde van Poitou-Charentes ·
 Ronde van Groot-Brittannië ·
 Ronde van Gévaudan Languedoc-Roussillon ·
 Eurométropole Tour
Eendaagse wedstrijden

 GP La Marseillaise ·
 Grote Prijs van de Etruskische Kust ·
 Trofeo Palma ·
 Trofeo Ses Salines ·
 Trofeo Serra de Tramuntana ·
 Trofeo Platja de Muro ·
 Trofeo Laigueglia ·
 Ronde van Murcia ·
 Omloop Het Nieuwsblad ·
 Classic Sud Ardèche ·
 GP Lugano ·
 Clásica de Almería ·
 Kuurne-Brussel-Kuurne ·
 La Drôme Classic ·
 Le Samyn ·
 GP Città di Camaiore ·
 Strade Bianche ·
 Roma Maxima ·
 Ronde van Drenthe ·
 Dwars door Drenthe ·
 Nokere Koerse ·
 GP Nobili Rubinetterie ·
 Handzame Classic ·
 Classic Loire-Atlantique ·
 Grote Prijs van Cholet-Pays de Loire ·
 Dwars door Vlaanderen ·
 Route Adélie de Vitré ·
 Volta Limburg Classic ·
 Grote Prijs Miguel Indurain ·
 Ronde van La Rioja ·
 Scheldeprijs ·
 GP Cerami ·
 Klasika Primavera ·
 Parijs-Camembert ·
 Brabantse Pijl ·
 GP Denain ·
 Ronde van de Finistère ·
 Tro Bro Léon ·
 Ronde van Keulen ·
 La Roue Tourangelle ·
 Rund um den Finanzplatz Eschborn-Frankfurt ·
 Ronde van de Somme ·
 ProRace Berlin ·
 Grote Prijs van Plumelec ·
 Boucles de l'Aulne ·
 Ronde van Zeeland Seaports ·
 GP Kanton Aargau ·
 Ronde van Limburg ·
 Ronde van de Apennijnen ·
 Halle-Ingooigem ·
 Prueba Villafranca de Ordizia ·
 GP Industria & Artigianato-Larciano ·
 Ronde van Toscane ·
 Circuito de Getxo ·
 Polynormande ·
 RideLondon Classic ·
 GP Stad Zottegem ·
 Arnhem-Veenendaal Classic ·
 Châteauroux Classic de l'Indre ·
 Druivenkoers Overijse ·
 Brussels Cycling Classic ·
 GP Fourmies ·
 Ronde van de Doubs ·
 GP Jef Scherens ·
 Coppa Bernocchi ·
 GP van Wallonië ·
 Coppa Agostoni ·
 Ronde van de Drie Valleien ·
 Kampioenschap van Vlaanderen ·
 Grote Prijs Impanis-Van Petegem ·
 Memorial Marco Pantani ·
 GP Industria & Commercio di Prato ·
 GP van Isbergues ·
 Omloop van het Houtland ·
 Duo Normand ·
 Milaan-Turijn ·
 Ronde van het Münsterland ·
 Ronde van de Vendée ·
 Memorial Frank Vandenbroucke ·
 Coppa Sabatini ·
 Parijs-Bourges ·
 Ronde van Emilia ·
 Parijs-Tours ·
 GP Beghelli ·
 Nationale Sluitingsprijs ·
 Chrono des Nations